# Alan Varela
Alan Gonzalo Varela (Isidro Casanova, 4 juli 2001) is een Argentijns voetballer die doorgaans speelt als middenvelder. In augustus 2023 verruilde hij Boca Juniors voor FC Porto.

## Clubcarrière
Varela speelde in de jeugd van Barcelona Luján, de Argentijnse jeugdopleiding van FC Barcelona, en hij stapte in 2012 over naar de opleiding van Boca Juniors. Hier maakte hij zijn debuut in het eerste elftal op 20 december 2020, toen in de Primera División een wedstrijd gespeeld werd tegen Independiente. Die club kwam op voorsprong door een doelpunt van Silvio Romero, maar door doelpunten van Franco Soldano en Edwin Cardona won Boca alsnog met 1–2. Varela mocht van coach Miguel Ángel Russo in de basisopstelling beginnen en hij werd een kwartier voor tijd naar de kant gehaald ten faveure van Eduardo Salvio. In februari 2021 besloten Boca Juniors en Varela om zijn verbintenis open te breken en te verlengen tot en met het seizoen 2025. Anderhalf jaar later werd deze met nog een jaar verlengd.
In de zomer van 2023 maakte Varela voor een bedrag van circa acht miljoen euro de overstap naar FC Porto, waar hij zijn handtekening maakte onder een verbintenis voor de duur van vijf seizoenen. Aan het einde van zijn eerste seizoen won hij met Porto de Taça de Portugal, waarna ook de Supertaça Cândido de Oliveira gewonnen werd. Het contract van de middenvelder werd in mei 2025 opengebroken en met twee seizoenen verlengd tot medio 2023.

## Clubstatistieken
| Seizoen | Club         | Competitie       | Competitie | Competitie | Beker | Beker | Internationaal | Internationaal | Totaal | Totaal |
| Seizoen | Club         | Competitie       | Wed.       | Dlp.       | Wed.  | Dlp.  | Wed.           | Dlp.           | Wed.   | Dlp.   |
| ------- | ------------ | ---------------- | ---------- | ---------- | ----- | ----- | -------------- | -------------- | ------ | ------ |
| 2020/21 | Boca Juniors | Primera División | 4          | 0          | 0     | 0     | 0              | 0              | 4      | 0      |
| 2021    | Boca Juniors | Primera División | 20         | 0          | 3     | 0     | 7              | 0              | 30     | 0      |
| 2022    | Boca Juniors | Primera División | 30         | 0          | 7     | 0     | 7              | 1              | 44     | 1      |
| 2023    | Boca Juniors | Primera División | 24         | 0          | 3     | 0     | 8              | 1              | 35     | 1      |
| 2023/24 | FC Porto     | Primeira Liga    | 30         | 2          | 6     | 0     | 8              | 0              | 44     | 2      |
| 2024/25 | FC Porto     | Primeira Liga    | 31         | 0          | 4     | 0     | 9              | 0              | 44     | 0      |
| Totaal  | Totaal       | Totaal           | 139        | 2          | 23    | 0     | 39             | 2              | 201    | 4      |

Bijgewerkt op 5 juni 2025.

## Erelijst
| Competitie                    |              |              |              |              |
| Competitie                    | Aantal       | Jaren        |              |              |
| Boca Juniors                  | Boca Juniors | Boca Juniors | Boca Juniors | Boca Juniors |
| ----------------------------- | ------------ | ------------ | ------------ | ------------ |
| Primera División              | 1            | 2022         |              |              |
| Copa Argentina                | 1            | 2020         |              |              |
| FC Porto                      |              |              |              |              |
| Taça de Portugal              | 1            | 2023/24      |              |              |
| Supertaça Cândido de Oliveira | 1            | 2024         |              |              |